# Colebrook (hrabstwo Coös)
Colebrook – jednostka osadnicza w Stanach Zjednoczonych, w stanie New Hampshire, w hrabstwie Coös.